# كوي بهروز
كوي بهروز هي قرية في مقاطعة ساوجبلاغ، إيران. عدد سكان هذه القرية هو أكثر من 300 في سنة 2006.